# تقييم المناخ الوطني الرابع
تقييم المناخ الوطني الرابع 2017/2018، تقرير مكون من 1500 صفحة من جزأين صادر عن الكونغرس من قبل برنامج أبحاث التغير العالمي الأمريكي، وهو الأول من نوعه من قبل إدارة ترامب، التي أصدرت التقرير في 23 نوفمبر 2018. تعد عملية تقييم المناخ، مع التقرير المقدم إلى الكونغرس كل أربع سنوات، مفوضة بموجب القانون من خلال قانون أبحاث التغير العالمي لعام 1990. يعد التقرير- الذي استغرق عامين لإكماله- الرابع في سلسلة تقييمات المناخ الوطنية والتي تضمنت تقييم المناخ الوطني الأول (2000) وتقييم المناخ الوطني الثاني (2009) وتقييم المناخ الوطني الثالث.
عُنون المجلد الأول من تقييم المناخ الوطني الرابع «بالتقرير الخاص بعلوم المناخ» وصدر في أكتوبر 2017. أشار الباحثون ضمن التقرير إلى «الاحتمالية الكبيرة لكون الأنشطة البشرية، وخاصة انبعاثات غازات الدفيئة، السبب الرئيسي للاحترار الملحوظ منذ منتصف القرن العشرين، إذ لم يُعثر خلال القرن الماضي بما يخص الاحترار على تفسير بديل مقنع تدعمه أدلة الملاحظة».:22
صدر المجلد الثاني المعنون «بالآثار والمخاطر والتكيف في الولايات المتحدة» في 23 نوفمبر 2018. صرحت الإدارة الوطنية للمحيطات والغلاف الجوي أن «صحة الإنسان وسلامته، وكذلك نوعية الحياة الأمريكية معرضة بشكل متزايد لتأثيرات التغير المناخي». يتشابه تقييم المناخ الوطني الرابع مع التقارير السابقة فهو «تقرير مستقل عن حالة العلم فيما يتعلق بالتغير المناخي وآثاره المادية».
صرح المؤلفون بالحاجة إلى جهود تخفيف أكثر أهمية، وأنه بدونها ستكون هناك «أضرار جسيمة على الاقتصاد الأمريكي، وصحة الإنسان، والبيئة. يُقدر في ظل السيناريوهات ذات الانبعاثات العالية والتكيف المحدود أو عدم التكيف، أن تزيد الخسائر السنوية في بعض القطاعات إلى مئات مليارات الدولارات بحلول نهاية القرن».
صُمم التقرير الخاص بعلوم المناخ «ليكون تقييمًا موثوقًا لعلم التغير المناخي» في الولايات المتحدة، ولا يتضمن توصيات سياسية.

## خلفية
وقع الرئيس جورج إتش دبليو بوش على قانون أبحاث التغيير العالمي لعام 1990 من النظام الأساسي العام للولايات المتحدة 104 ليكون قانون في 16 نوفمبر 1990، والذي أنشأ برنامج أبحاث التغيير العالمي للولايات المتحدة مع تفويض لفهم التغيير العالمي والاستجابة له، بما في ذلك الآثار التراكمية للأنشطة البشرية والعمليات الطبيعية على البيئة، لتعزيز المناقشات تجاه البروتوكولات الدولية في أبحاث التغيير العالمي، ولأغراض أخرى.
لم يصدر سوى أربعة تقارير منذ سن قانون أبحاث التغير العالمي لعام 1990، رغم تفويض تقييم المناخ الوطني بإصدار تقرير كل أربع سنوات.

## العملية
أصدرت إدارة أوباما مسودة مراجعة للتقرير الخاص بعلوم المناخ مع فترة مراجعة عامة تمتد من 15 ديسمبر 2016 حتى 3 فبراير 2017.

## السياسات العامة
صُمم التقرير الخاص بعلوم المناخ «ليكون تقييمًا موثوقًا لعلم التغير المناخي» في الولايات المتحدة، لكنه لا يتضمن توصيات سياسية. أخطرت إدارة ترامب اللجنة الاستشارية الفيدرالية المكونة من 15 شخصًا للتقييم الوطني المستدام للمناخ في 20 أغسطس 2017 بأنه كان عازمًا على حل اللجنة الاستشارية الفيدرالية.
تحول اللجنة الاستشارية الفيدرالية الدراسات والنتائج العلمية التي توصلت إليها هيئة القيادة الوطنية إلى سياسة عامة قابلة للتنفيذ يمكن للدول الفردية تنفيذها لتقليل الانبعاثات. ورد في مقال نُشر في 20 أغسطس 2017 في ذا واشنطن بوست أن دور الهيئة الاستشارية الفيدرالية لتقييم المناخ الوطني تمثل في مساعدة «صانعي السياسات ومسؤولي القطاع الخاص على دمج تحليل المناخ الحكومي في التخطيط طويل الأجل».
كُلفت اللجنة بتحويل عشرات الدراسات والاكتشافات العلمية التي تشكل تقييم المناخ الوطني إلى إجراءات سياسية يمكن أن تستخدمها الدول لتقليل انبعاثات غازات الدفيئة. أعاد حاكم ولاية نيويورك أندرو كومو في يناير 2018- كون نيويورك جزء من تحالف ولايات- عقد نسخة معدلة ومحدودة من اللجنة الاستشارية العلمية برئاسة ريتشارد موس من معهد الأرض بجامعة كولومبيا. لا يمكن للجنة الولايات «استبدال الدعم الفيدرالي للعلوم، بما في ذلك الحفاظ على الأقمار الصناعية وبناء نماذج مناخية أفضل» ولن يكون لها أي «تأثير على سياسة المناخ الفيدرالية».

## النتائج الرئيسية
ورد في مقال في ذا أتلانتيك أن التقرير «حذر بشكل متكرر ومباشر من خطر تعريض التغير المناخي لنمط الحياة الأمريكية للخطر قريبًا، ومن تغيير كل منطقة في البلاد، وفرض تكاليف محبطة على الاقتصاد، وإلحاق الضرر بصحة كل مواطن تقريبًا».
يشير التقرير في القسم الخاص بالتخفيف إلى أهمية بذل جهود تخفيف أكثر أهمية، وإلا ستكون هناك «أضرار جسيمة على الاقتصاد الأمريكي، وصحة الإنسان، والبيئة. يُقدر في ظل السيناريوهات ذات الانبعاثات العالية والتكيف المحدود أو عدم التكيف، أن تزيد الخسائر السنوية في بعض القطاعات إلى مئات مليارات الدولارات بحلول نهاية القرن». استشهد التقرير بدراسة عام 2017 التي نُشرت في مجلة ساينس، والتي قدرت الأضرار الاقتصادية التي لحقت بالاقتصاد الأمريكي فيما يتعلق بالزيادات في متوسط درجة حرارة سطح الأرض.
ذكر التقرير أن الأضرار «تتزايد» في جميع أنحاء الولايات المتحدة. أكد التقرير الذي حلل «آثار التغير المناخي حسب منطقة الولايات المتحدة» أن «المجتمعات الفقيرة والمهمشة» ستكون الأكثر تأثرًا سلبيًا «بالعواصف المتزايدة وأنماط الطقس الناجمة عن الاحتباس الحراري».
«يستجيب الأمريكيون بطرق من شأنها تعزيز المرونة وتحسين سبل العيش، بينما لا تقترب الجهود العالمية للتخفيف من أسباب التغير المناخي ولا الجهود الإقليمية للتكيف مع الآثار حاليًا من المقاييس اللازمة لتجنب الأضرار الجسيمة التي تلحق بالاقتصاد والبيئة وصحة الإنسان ورفاهه في الولايات المتحدة على مدار العقود القادمة».

### المجلد الأول
استشهدت هيئة أبحاث الكونغرس لعام 2018 «بالتقرير الخاص بعلوم المناخ» الصادر في أكتوبر 2017 مصرحة: «تؤدي دراسات الاكتشاف والإسناد، والنماذج المناخية، وعمليات الرصد، وبيانات المناخ القديمة، والفهم المادي إلى ثقة عالية (الترجيح بقوة) بأن أكثر من نصف الاحترار العالمي الملاحظ منذ عام 1951 نتج عن البشر، وثقة عالية بأن تقلب المناخ الداخلي لم يلعب سوى دور ثانوي (وربما حتى مساهمة سلبية) في الاحترار الملحوظ منذ عام 1951. تلخص الرسالة الرئيسية والنص الداعم أدلة شاملة موثقة في أدبيات الكشف والإسناد التي استعرضها الأقران، بما في ذلك تقرير التقييم الخامس للهيئة الحكومية الدولية المعنية بتغير المناخ».:127:2

### المجلد الثاني
يشير المجلد الثاني «الآثار والمخاطر والتكيف في الولايات المتحدة» إلى احتمالية «تسبب التغير المناخي في خسائر متزايدة للبنية التحتية الأمريكية والممتلكات وإعاقة معدل النمو الاقتصادي خلال هذا القرن، بدون جهود التخفيف العالمية الكبيرة والمستمرة والتكيف الإقليمي». كانت الإدارة الوطنية للمحيطات والغلاف الجوي «الوكالة الإدارية الرائدة» في إعداد تقييم المناخ الوطني الرابع.